# Sultans of Swing
«Sultans of Swing» — первый сингл британской рок-группы Dire Straits.
Впервые песня была записана как демо в Pathway Studios на севере Лондона и быстро приобрела популярность после того, как один диджей стал крутить её на Radio London. Вскоре после этого успеха Dire Straits был предложен контракт с Phonogram Records. Песня была заново записана и выпущена в Соединённом Королевстве и Соединённых Штатах, хотя демоверсии остались на оригинальном британском сингле, выпущенном Vertigo.
Песня была первоначально выпущена в мае 1978 года, но не попала в чарты. После повторного выпуска в январе 1979 года, песня вошла в американский поп-музыкальный чарт.
Песню ставили перед каждым домашним матчем в Спрингфилде (Иллинойс) команды «Sultans» в 1994—1995 годах.

## Участники
- Марк Нопфлер — гитара, вокал, ритм-гитара
- Джон Иллсли — бас
- Дэвид Нопфлер — ритм-гитара
- Пик Уизерс — барабаны